# Diego de Santisteban
Diego de Santisteban Osorio (León, c. 1563 - p. 1598), poeta del Renacimiento español.

## Biografía
Poco se conoce sobre él; era hijo del caballero leonés Damián de Santisteban Villegas; nació también en León y fue elogiado como poeta por Cervantes en el Canto de Calíope de su Galatea (1585) y por Lope de Vega en su Arcadia (1598, quinto libro).

## Obras
De su producción literaria se conocen dos poemas épicos: Primera y segunda parte de las guerras de Malta y toma de Rodas (Madrid: Licenciado Varez de Castro, 1599) y la Quarta y quinta parte de La Araucana (Salamanca: Juan y Andrés Renaut, 1597), continuación poco afortunada del gran poema épico culto de Alonso de Ercilla, pero que tuvo el favor de una segunda reimpresión en Barcelona, Juan Amello, 1598, y una posterior conjunta con las partes de Ercilla (Madrid: Francisco Martínez Abad, 1733 La Araucana de Ercilla y 1735 las continuaciones de Santisteban). Bien es verdad que el autor, como relata en esta obra, no pretendió competir con Ercilla y conocía sus propios límites; su intención fue concluir la obra, que consideraba inacabada.
El primer poema, en 25 cantos de octavas reales (dos partes de 12 y 13 cantos respectivamente), debió ser compuesto antes de septiembre de 1596, que es la fecha de la aprobación y licencia de impresión, en la época en que el Romancero morisco estaba en su máxima difusión y popularidad; por una nota del autor sabemos que lo compuso cuando tenía 22 años y narra hechos acaecidos en Malta alrededor del año 1565, en concreto la conquista de Malta por veinticinco mil turcos del sultán Solimán el Magnífico al mando de Pialí Bajá y la defensa heroica por parte de los ocho mil quinientos caballeros de Malta cristianos acaudillados por el gran maestre Jean Parisot de la Valette. Para amenizar el poema introduce siete historias amorosas que van alternando con las hazañas bélicas sin apenas conexión entre sí. Algunas son novelas moriscas en verso, como los amores de Reduán y de la hermosa Guazala, que son en realidad un traslado poético de la novela morisca El Abencerraje, o los de Ambroz y Troyla, que ocupan el centro de la obra. La fuente es muy probablemente la Verdadera relación de todo lo que en este año de 1565 ha sucedido en la isla de Malta (Alcalá: Villanueva, 1567) de Francisco Balbi di Correggio, autor además de la Historia de los amores del valeroso moro Abindarráez y de la hermosa Xarifa Abençerasses... vueltos en verso (Milán: Poncio, 1593). La obra de Osorio está dirigida al caballero del hábito de San Juan y gentilhombre de Su Majestad Antonio de Toledo, Comendador del Sepulcro y Cazador mayor del rey.
En cuanto a la cuarta y quinta continuación de La Araucana, tras la segunda y tercera compuestas por el mismo Alonso de Ercilla, fue publicada antes de Las guerras de Malta..., y no posteriormente, ya que Cervantes la conocía ya cuando la alabó en su "Canto de Calíope", incluido en su Galatea, publicada en 1585; de este modo, debe ser bastante anterior a Las guerras de Malta. El autor nunca estuvo en América ni pretendió documentarse sobre Chile, fuera de lo que había leído en Ercilla; por eso resulta poco convincente y fiable en cuanto a su valor histórico, a la par que demasiado fantasiosa en cuanto a lo poético, pues mezcla un segundo Caupolicán con la Virgen María y personajes míticos como Dido, fundadora de Cartago, Semiramis y Zoroastro. Más documentado y de mayor valor, dentro de este poema, es el pasaje en que narra la conquista y las Guerras civiles del Perú. Este ocupa en total 33 cantos de octavas reales y está dirigido a Francisco Ruiz de Castro, octavo Conde de Lemos.